# احمد مازنی
احمد مازنی (متولد ۱۳۴۰ در نوکنده بندرگز)، روحانی، سیاستمدار اصلاح طلب، نماینده سابق مردم  تهران، ری، شمیرانات، اسلامشهر و پردیس در دهمین دوره مجلس شورای اسلامی، معاون سابق بنیاد شهید و امور ایثارگران، عضو سابق حزب جمهوری اسلامی و مؤسس انجمن اسلامی شهید هاشمی‌نژاد در مشهد است. وی جزء لیست سی نفری اصلاح طلبان و حامیان دولت یازدهم در انتخابات دهمین دوره مجلس شورای اسلامی از حوزهٔ انتخابیه تهران بود که تمامی افراد این لیست(لیست امید) به مجلس راه یافت.

## نماینده تهران در مجلس دهم
در دهمین دوره انتخابات مجلس شورای اسلامی، احمد مازنی، در لیست سی نفرهٔ ائتلاف فراگیر اصلاح طلبان: گام دوم در تهران حضور داشت و توانست با کسب ۱٬۱۲۵٬۶۰۸ رأی، در رتبهٔ بیست و پنجم تهران، وارد مجلس دهم شود.
مازنی گزینه فراکسیون امید برای ریاست کمیسیون فرهنگی بود که با ۹ رای توانست به ریاست این کمیسیون برسد.
مازنی مبدع ایده گفت و گوی ملی است. وی در نطق اضطراری در آذر ماه ۹۵ در مجلس دهم گفت: طرح گفت‌وگوی ملی برای حل تعارضات داخلی را در پارلمان کلید بزنیم.
از جمله طرحهای مازنی می‌توان به طرح تشکیل اجتماعات و راهپیمایی‌ها، طرح افزایش وام ازدواج، طرح قانون مند کردن صدا و سیما، طرح نظام جامع رسانه و نظام صنفی هنرمندان اشاره کرد.

### ریاست کمیسیون فرهنگی مجلس
در ۲۲ خرداد ۱۳۹۷، احمد مازنی به عنوان رئیس کمیسیون فرهنگی مجلس انتخاب شد و جای جمشید جعفرپور را گرفت. او یک سال در این سمت بود.

## انتخابات مجلس یازدهم
احمد مازنی، نماینده مردم تهران در مجلس دهم، برای ثبت‌نام در انتخابات یازدهمین دوره مجلس شورای اسلامی، ثبت نام کرد. او معتقد بود که علی لاریجانی رئیس مجلس دهم با تشکیل فراکسیون مستقلین عملاً توانست دو فراکسیون دیگر را از خاصیت لازم بیندازد.
احمد مازنی ۹ روز مانده به انتخابات حوزه انتخابیه خود را از تهران به گرگان تغییر داد. او در نهایت در آن حوزه انتخابیه نتوانست آرای لازم را برای ورود به مجلس یازدهم بدست آورد.

## سوابق سیاسی
مازنی از بدو تأسیس بنیاد شهید و امور ایثارگران وارد این بنیاد شد و معاونت فرهنگی بنیاد شهید خراسان، مدیرکل بنیاد شهید در گرگان، مدیرکل پژوهش و تحقیقات بنیاد و معاون پژوهش و ارتباطات فرهنگی بنیاد شهید و امور ایثارگران ایران در دولت یازدهم را در کارنامه دارد.
مازنی از ۱۵ سالگی فعالیت‌های سیاسی خود را آغاز کرد در حالی که تنها ۱۷ سال سن داشت به سبب مبارزات سیاسی اش در حکومت پهلوی توسط ساواک دستگیر و مدتی در زندان بود که با پیروزی انقلاب اسلامی از زندان آزاد شد. مازنی که به عنوان یکی از جوان‌ترین زندانیان سیاسی در رژیم پهلوی شناخته می‌شود، پس از پیروزی انقلاب اسلامی از فعالان اصلی جریان خط امام بود و پس از راه‌اندازی حزب جمهوری اسلامی به آن پیوست. مازنی در سال ۱۳۹۳ از بنیاد شهید بازنشسته شد و پس از آن فعالیت‌های سیاسی خود را به‌طور جدی ادامه داد.

## سوابق تحصیلی
احمد مازنی کارشناس ارشد مدیریت و درس خارج فقه و مدرس دانشگاه است.